# Peter A. Porter

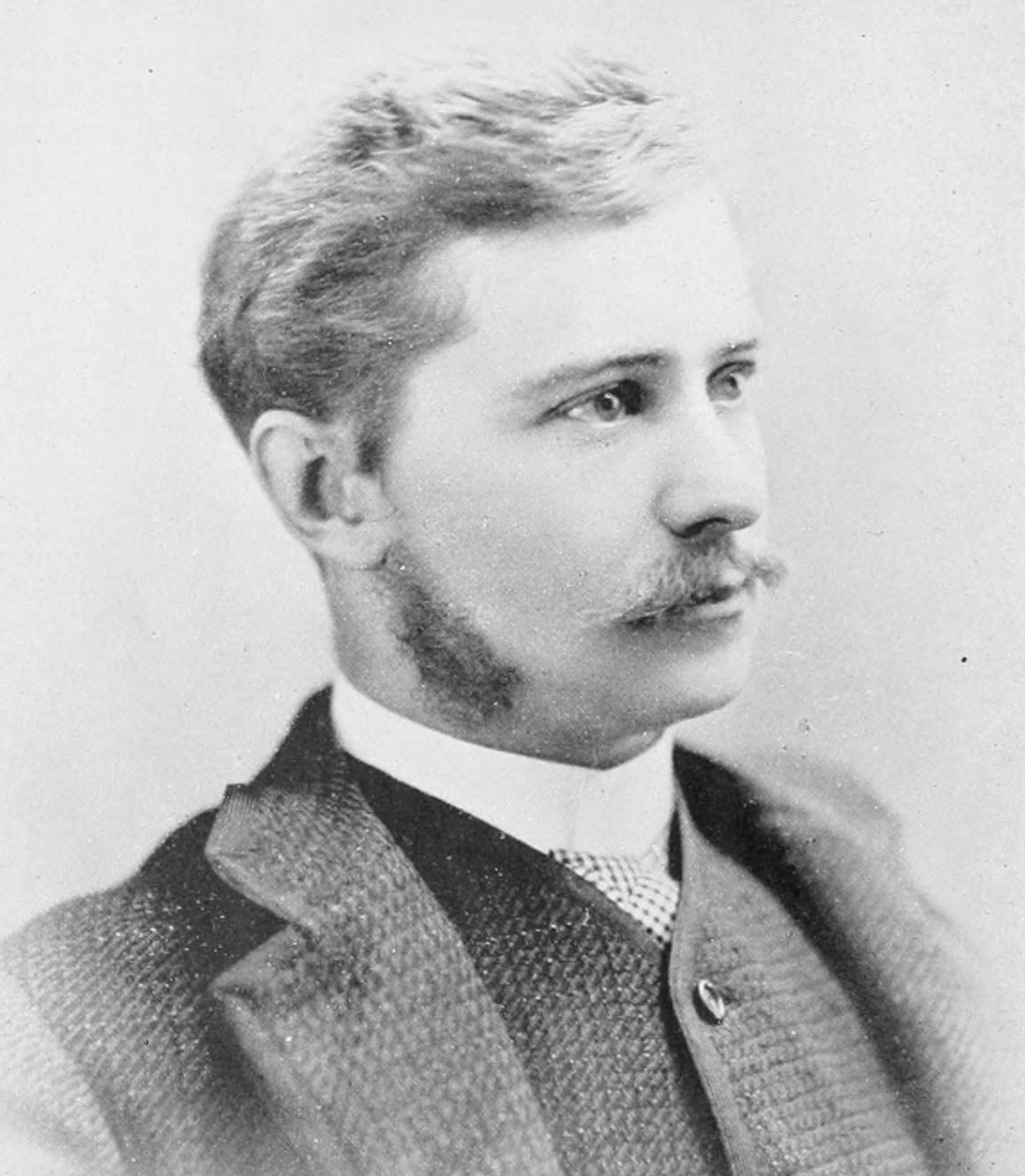
Peter A. Porter (1895)

Peter Augustus Porter (* 10. Oktober 1853 in Niagara Falls, New York; † 15. Dezember 1925 in Buffalo, New York) war ein US-amerikanischer Politiker. Zwischen 1907 und 1909 vertrat er den Bundesstaat New York im US-Repräsentantenhaus.

## Werdegang
Peter Porter war der Enkel von Peter Buell Porter (1773–1844), der unter anderem Kriegsminister der Vereinigten Staaten und Kongressabgeordneter war. Sein Vater Peter Porter (1827–1864) fiel während des Bürgerkrieges als Oberst im Heer der Union. Er wurde zunächst von Privatlehrern unterrichtet; danach absolvierte er zwischen 1865 und 1871 die St. Paul’s School in Concord (New Hampshire). Anschließend studierte er bis 1874 am Yale College. In den folgenden Jahren arbeitete er im Bankgewerbe. Außerdem war er ein großer Landbesitzer. Politisch war er ein Unabhängiger Republikaner. Im Jahr 1878 amtierte er als Bürgermeister von Niagara Falls; zwischen 1886 und 1887 saß er in der New York State Assembly.
Bei den Kongresswahlen des Jahres 1906 wurde Porter im 34. Wahlbezirk von New York in das US-Repräsentantenhaus in Washington, D.C. gewählt, wo er am 4. März 1907 die Nachfolge von James Wolcott Wadsworth antrat. Da er im Jahr 1908 auf eine weitere Kandidatur verzichtete, konnte er bis zum 3. März 1909 nur eine Legislaturperiode im Kongress absolvieren. Nach seiner Zeit im US-Repräsentantenhaus widmete sich Porter der Geschichte seiner Heimat um Niagara Falls. Zu diesem Thema veröffentlichte er auch einige Schriften. Er starb am 15. Dezember 1925 in Buffalo und wurde in Niagara Falls beigesetzt.